# Rock Police
A Rock Police a Lordi nevű finn rockzenekar dala, a Babez for Breakfast lemezről. A dal az album második kislemezdala a This Is Heavy Metal után.

## Közreműködött
- Mr. Lordi: ének
- Amen: gitár
- Kita: dobok
- Awa: billentyű
- Ox: basszusgitár

## A kislemez tartalma
1. Rock Police 3:58